# جيمي روزنبرغ
جيمي روزنبرغ (بالهولندية: Jimmy Rosenberg)‏ هو عازف جاز وعازف قيثارة هولندي، ولد في 10 أبريل 1980 في هيلموند في هولندا.

## وصلات خارجية
- الموقع الرسمي
- جيمي روزنبرغ على موقع IMDb (الإنجليزية)
- جيمي روزنبرغ على موقع ميوزك برينز (الإنجليزية)
- جيمي روزنبرغ على موقع أول ميوزيك (الإنجليزية)
- جيمي روزنبرغ على موقع ديسكوغز (الإنجليزية)